# Nereis sandersi
Nereis sandersi är en ringmaskart som beskrevs av Blake 1985. Nereis sandersi ingår i släktet Nereis och familjen Nereididae. Inga underarter finns listade i Catalogue of Life.